# Біла Криниця (Бериславський район)
Біла Криниця — селище в Україні, у Великоолександрівській селищній громаді Бериславського району Херсонської області.

## Історія

### У Незалежній Україні

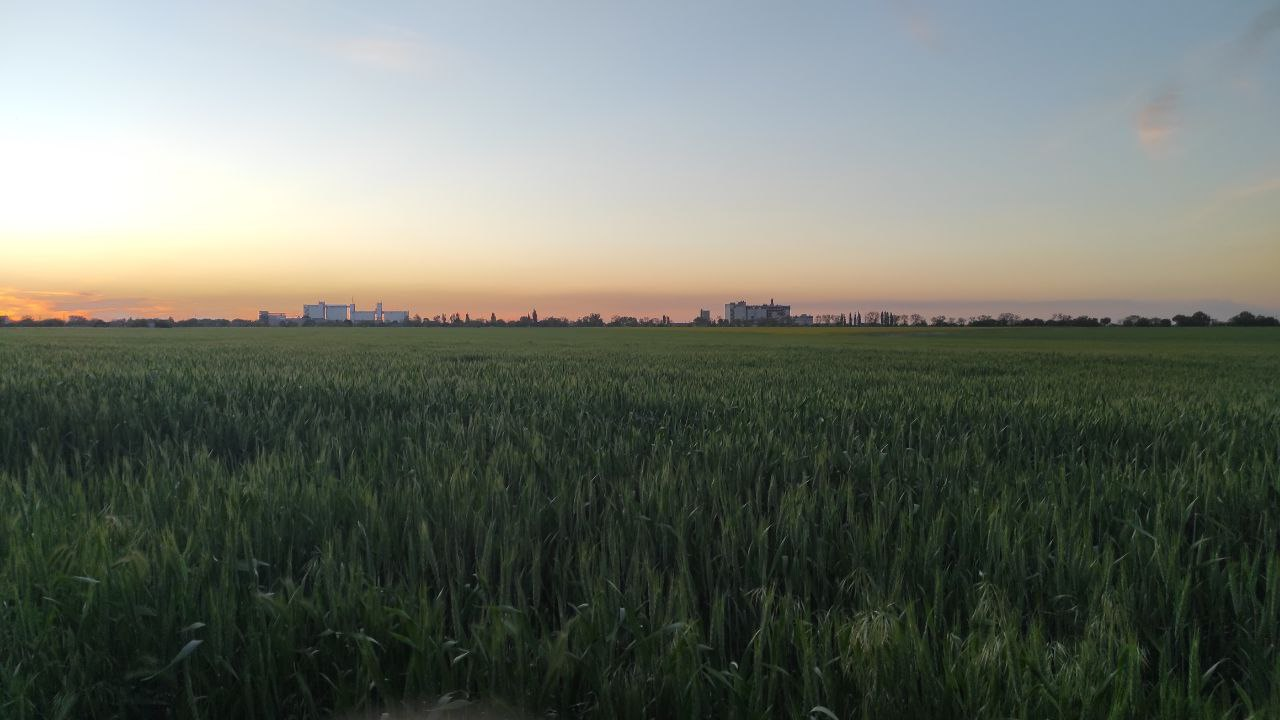
Біла криниця з боку села Кар'єрне

12 червня 2020 року, відповідно до Розпорядження Кабінету Міністрів України від № 726-р «Про визначення адміністративних центрів та затвердження територій територіальних громад Херсонської області», увійшло до складу Великоолександрівської селищної територіальної громади.
19 липня 2020 року, в результаті адміністративно-територіальної реформи та ліквідації  Великоолександрівського району увійшло до складу Бериславського району.

### Російське вторгнення в Україну
Під час російського вторгнення в Україну селище було тимчасово окуповане російськими військами з лютого по листопад 2022 року. Більшу частину часу селище перебувало у сірій зоні через відсутність природних перепон, які б могли дозволити безпечно закріпитись одній зі сторін. Російські війська здебільшого використовували селище для транзиту військ на північ з селищ Давидів Брід та Велика Олександрівка.

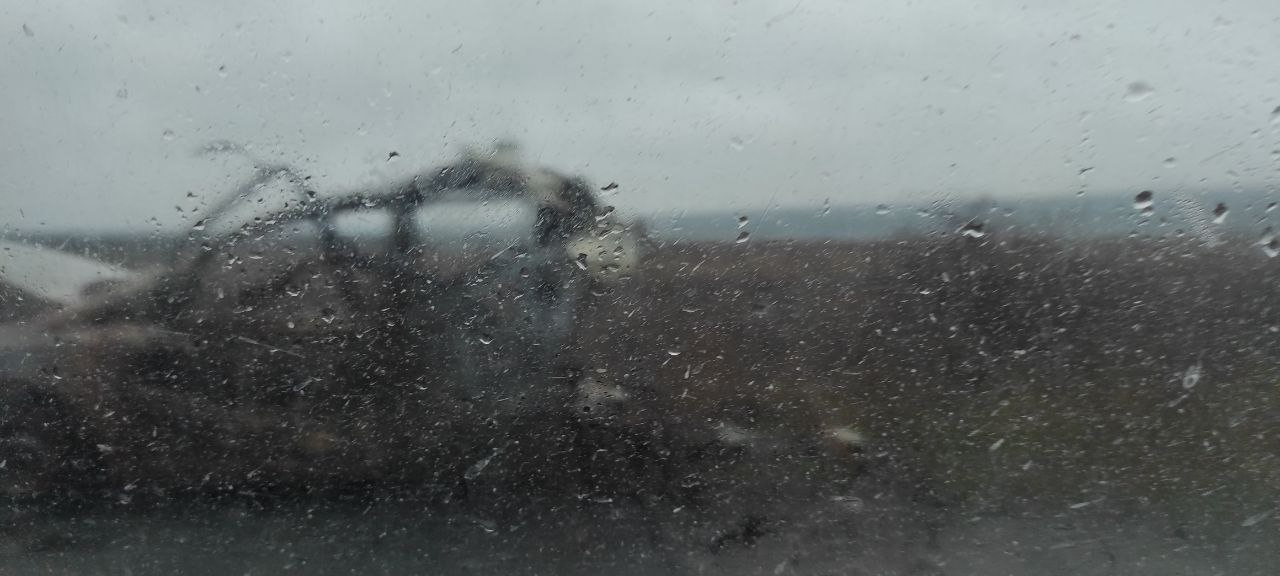
Вигляд з вікна автомобіля на автомобіль, який зазнав пошкоджень під час обстрілу 12 травня 2022.

12 травня 2022 року в 16:00 на трасі між селищами Давидів Брід та Біла Криниця російськими військами було обстріляно колону з 200 цивільних автомобілів, які евакуювались з окупованої частини з Херсонської області, згідно з повідомленням в Telegram-каналі Олександра Вілкула. Під час обстрілу було поранено декілька людей, зокрема дитину. Їх доставили в лікарню в Кривому Розі.
Селище було повернено під контроль українських військ наприкінці травня — початку червня 2022 року, але водночас стало прифронтовим селищем та зазнавало регулярних обстрілів.
3 жовтня 2022 року під час контрнаступу ЗСУ в Херсонській області російські війська були відтиснені з протилежного берегу річки Інгулець, що полегшило життя місцевим жителям і дозволило почати відновлення селище після зазнаних руйнувань.

## Населення

### Мова
Розподіл населення за рідною мовою за даними перепису 2001 року:
| Мова            | Кількість | Відсоток |
| --------------- | --------- | -------- |
| українська      | 1460      | 92.23%   |
| російська       | 104       | 6.57%    |
| вірменська      | 7         | 0.44%    |
| білоруська      | 3         | 0.19%    |
| румунська       | 2         | 0.13%    |
| болгарська      | 2         | 0.13%    |
| гагаузька       | 1         | 0.06%    |
| інші/не вказали | 4         | 0.25%    |
| Усього          | 1583      | 100%     |

## Факти
На вулицях встановлені ліхтарі з живленням від сонячних батарей (на 2016 рік). Під час бойових дій у 2022 році місцеві жителі знімали сонячні батареї з ліхтарів та використовували їх для заряджання електричних пристроїв.
Село має один з найбільших КХП на півдні України.

## Галерея

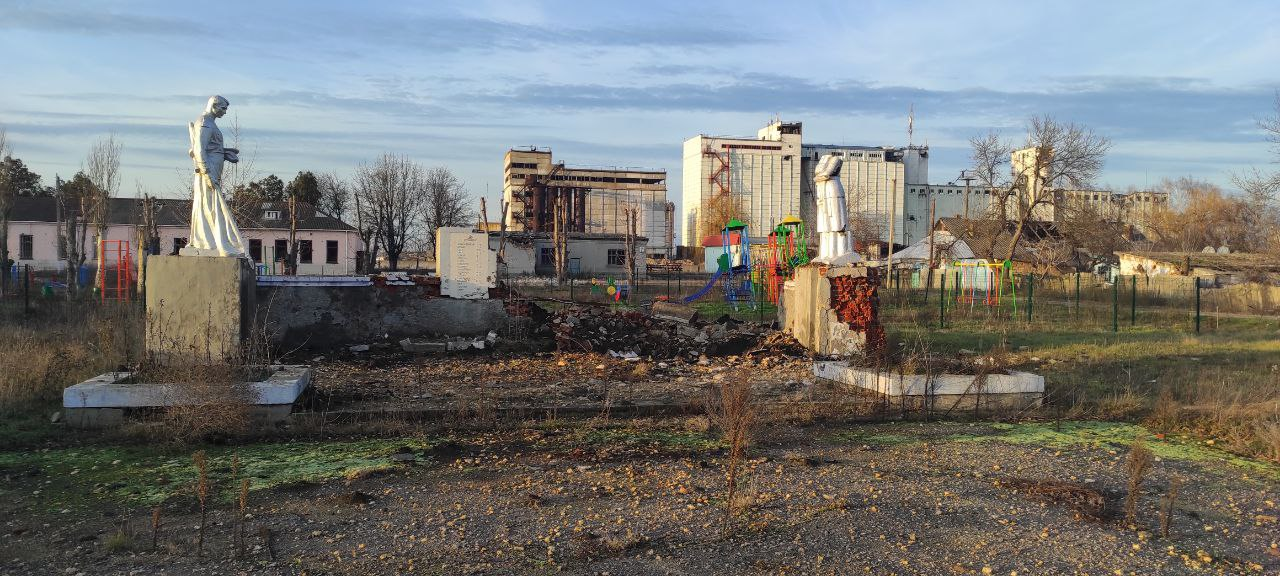
Пошкоджений обстрілами пам'ятник учасникам Другої Світової війни
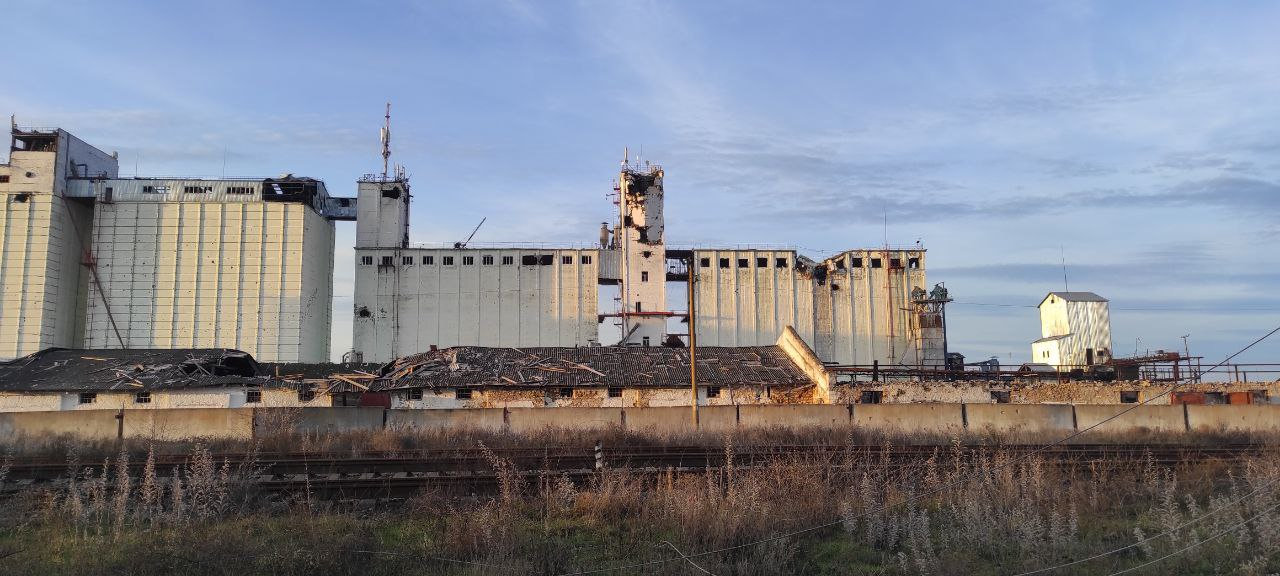
Пошкоджений артилерійськими обстрілами КХП
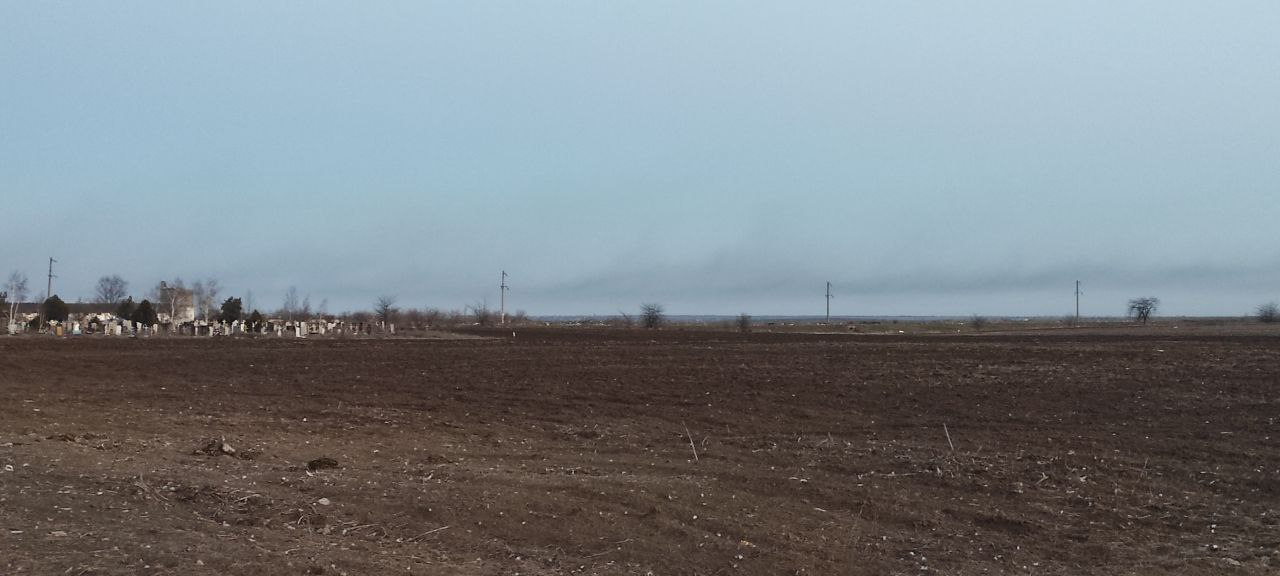
Краєвид під час бойових дій у березні 2022 року